# 부산퀴어문화축제
대한민국의 부산퀴어문화축제(Busan Queer Festival. BQF)는 2017년부터 매년 대한민국 부산광역시에서 열리는 성소수자 축제이다. 약칭으로 부퀴라고도 한다.
2017년 9월 23일 제 1회 축제가 해운대 구남로 문화광장에서 열렸으며, 부스행사와 퍼레이드 등의 프로그램이 진행되었다.

## 역사

### 2017년 제1회 부산퀴어문화축제
2017년 9월 23일 제 1회 부산퀴어문화축제가 <퀴어 아이가!>라는 슬로건을 달고 해운대구 구남로 광장에서 개최되었다. 부산지역 성소수자 인권모임과 대학 성소수자 모임, 부산성폭력상담소, 친구사이, 녹색당, 민주노총 등 40여개의 단체 45개의 행사 부스가 마련되었다.

### 2018년 제2회 부산퀴어문화축제
2018년 10월 13일 제 2회 부산퀴어문화축제가 <무지개 파도를 타고!>라는 슬로건을 달고 제1회 부산퀴어문화축제와 같은장소인 해운대구 구남로 광장에서 개최되었다. 성소수자 반대세력의 집회인 레알러브시민축제도 함께 개최되었다 그러나 다행히도 충돌없이 잘 진행되었다.

## 행사
부산퀴어문화축제는 부스행사와 공연, 퍼레이드 등이 함께 이루어진다.

## 같이 보기
- 퀴어문화축제
- 광주퀴어문화축제
- 대구퀴어문화축제
- 서울퀴어문화축제
- 인천퀴어문화축제
- 전주퀴어문화축제
- 제주퀴어문화축제
- 청주퀴어문화축제
- 대한민국의 성소수자 행사
- 대한민국의 성소수자 권리
- 대한민국의 성소수자 목록
- 대한민국의 성소수자
- 대한민국의 성소수자 인권단체
- 게이 게임스